# Lijst van burgemeesters van Horst
Dit is een lijst van burgemeesters van de voormalige Nederlandse gemeente Horst in de provincie Limburg. Op 1 januari 2001 is Horst met de gemeenten Broekhuizen en Grubbenvorst samengegaan in de nieuwe gemeente Horst aan de Maas.
| Ambtsperiode | Naam burgemeester     | Partij of stroming | Bijzonderheden |
| ------------ | --------------------- | ------------------ | -------------- |
| 1800 – 1801  | J.L.J. Mooren         |                    |                |
| 1801 – 1808  | F.A. Rouffs           |                    |                |
| 1808 – 1815  | J.A.J. Kannegiesser   |                    |                |
| 1815 – 1818  | H.J.F.A. Steffens     |                    |                |
| 1818 – 1823  | J.A. Haffmans         |                    |                |
| 1823 – 1830  | H.J.F.A. Steffens     |                    |                |
| 1830 – 1836  | P. Everts             |                    |                |
| 1836 – 1852  | L.N.J. Neujean        |                    |                |
| 1852 – 1862  | F.J. van ter Velden   |                    |                |
| 1862 – 1880  | P.J. Janssen          |                    |                |
| 1880 – 1884  | J.Th. van ter Velden  |                    |                |
| 1884 – 1913  | J.J.Th. Houba         |                    |                |
| 1913 – 1934  | A.M.C. Esser          |                    |                |
| 1934 – 1953  | H.A.C.M. van Grunsven |                    |                |
| 1953 – 1958  | Theo Gijsen           |                    |                |
| 1958 – 1970  | J.K. Geurts           |                    |                |
| 1970 – 1988  | Toon Steeghs          | KVP / CDA          |                |
| 1988 – 2000  | Romé Fasol            | CDA                |                |
| 2000 – 2001  | Frans Wolters         | CDA                | waarnemend     |